# Chlorops melanocerus
Chlorops melanocerus är en tvåvingeart som beskrevs av Friedrich Hermann Loew 1863. Chlorops melanocerus ingår i släktet Chlorops och familjen fritflugor. Inga underarter finns listade i Catalogue of Life.